# Ilenia
Ilenia  è un nome proprio di persona italiano femminile.

## Varianti
- Femminili: Ylenia[3][4][5][6], Hilenia[3][4], Ilena[4][6], Jlenia[3]

## Origine e diffusione
L'origine di questo nome è sostanzialmente ignota. L'ipotesi più probabile è che sia derivato da Elena (o dalla sua forma russa Елена, Elena, pronunciato "Ielèna", o comunque da qualche variante slava del nome). Altre interpretazioni lo associano invece al nome ebraico אִילָנָה (Ilana).
Il nome vanta, in italiano, una notevole diffusione: in un'analisi effettuata fra il 1982 e il 1991 fra le neonate di Roma, si contavano 311 bambine con questo nome, 639 contando le varianti, una quantità analoga a quella di altri nomi ben attestati come Stefania ed Erika. È documentata una vasta gamma di varianti, fra le quali spicca soprattutto Ylenia (284 occorrenze nella suddetta analisi), forma che fa la sua vera e propria comparsa nell'onomastica italiana negli anni 1970, dopo che Al Bano e Romina Power battezzarono così la loro primogenita, Ylenia Carrisi; seguono poi numerose altre forme più rare quali Jlenia (la più diffusa fra queste), Hilenia, Elenia, Ilena, Ilenya, Ylenja e via dicendo; Jlenia e le altre forme che iniziano con la "J" sono dovute a uno scambio fra la "i" e la "j" vocalica che è comune in italiano, ma che in questo caso è errato, dato che la "j" può essere seguita solo da vocale.

## Onomastico
Trattandosi di un nome adespota, l'onomastico è festeggiato il 1º novembre per Ognissanti, anche se, per accostamento al nome Elena, viene talvolta celebrato il 18 agosto, in onore di sant'Elena imperatrice.

## Persone
- Ilenia Cordola, cestista italiana
- Ilenia Draisci, atleta italiana
- Ilenia Lazzarin, attrice italiana

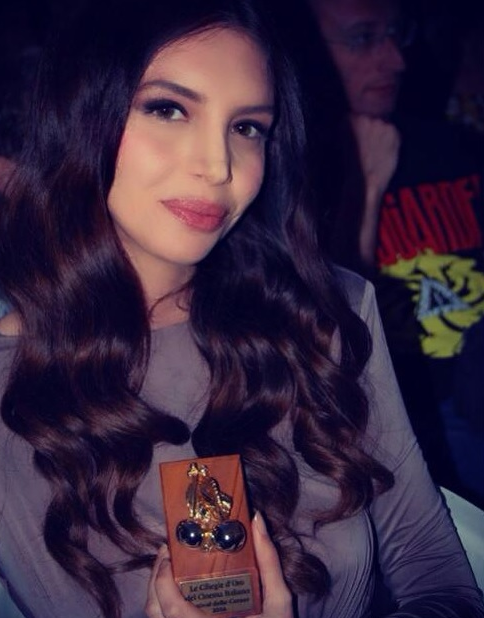
Ilenia Pastorelli

Ylenia Carrisi

- Ilenia Nicoli, allenatrice di calcio e calciatrice italiana
- Ilenia Pastorelli, attrice italiana
- Ilenia Vitale, atleta italiana
- Ilenia Volpe, cantautrice italiana

### Variante Ylenia
- Ylenia Baccaro, conduttrice radiofonica italiana
- Ylenia Baglietto, attrice e ballerina spagnola
- Ylenia Carabott, calciatrice maltese
- Ylenia Carrisi, personaggio televisivo e artista italiana
- Ylenia Scapin, judoka italiana
- Ylenia Zambito, politica e chimica italiana

## Il nome nelle arti
- Ilenia è una canzone degli Zen Circus.